# Fruits Zipper
Fruits Zipper, stiliserat som FRUITS ZIPPER, är en japansk tjejgrupp med sju medlemmar. Gruppen bildades i februari 2022 av deltagare i Asobi Systems idolprojekt Kawaii Lab. Producent för gruppen är Misa Kimura.

## Medlemmar
- Amane Tsukiashi, född 1999, färg: röd
- Karen Matsumoto, född 2002, färg: babyrosa
- Mana Manaka, född 1999, färg: ljusblå
- Yui Sakurai, född 2000, färg: mintgrön
- Noel Hayase, född 2003, färg: gul
- Luna Nakagawa, född, färg: lavendel
- Suzuka Chinzei, född 1998, färg: orange

## Diskografi (urval)
- 2022 – Kimi no Akarui Mirai o Oikakete (Chasing Your Bright Future)
- 2022 – Watashi no Ichiban Kawaii tokoro (The Cutest Thing About Me)
- 2022 – Kanpeki Shugi de☆ (Perfectionism☆)
- 2022 – RADIO GALAXY
- 2022 – skyfeelan
- 2022 – Fre-Fru Summer! (Fluffy Summer!)
- 2022 – We are Frontier
- 2022 – Re→TRY & FLY
- 2022 – Sekai wa Kimi kara Hajimaru (The World Begins With You)
- 2023 – Hapi Choco (Happy Chocolate)
- 2023 – ChouMedetai Song ～Konnani Shiawasede Iinokana?～ (Super Happy Song ~Is it Okay to be so Happy?~)
- 2023 – Pure in the World
- 2023 – CO-Kosei
- 2023 – Kimikoi